# Liste der Snowboard-Weltmeister (ISF)

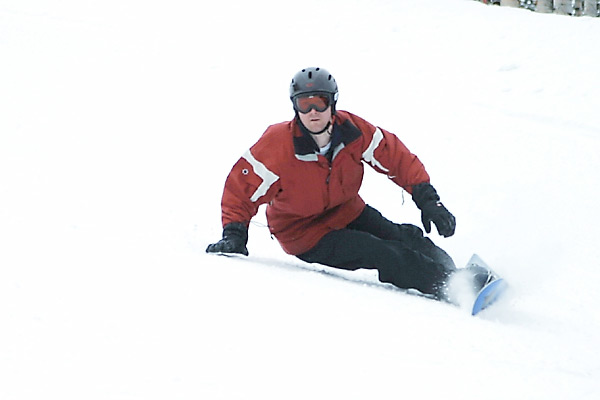
Alpiner Snowboarder

Die Liste der Snowboard-Weltmeister verzeichnet alle Medaillengewinner bei den zwischen 1993 und 1999 viermal von der ISF ausgetragenen Snowboard-Weltmeisterschaften. Parallel dazu wurden seit dem Jahr 1996 Weltmeisterschaften der FIS ausgetragen, die dortigen Weltmeister werden in dieser Liste jedoch nicht berücksichtigt, sondern in der Liste der Snowboard-Weltmeister (FIS) vermerkt.
Bei ISF-Snowboard-Weltmeisterschaften wurden insgesamt sechs unterschiedliche Wettkampfarten ausgetragen. Der Slalom und der Cross-Wettbewerb wurden jeweils nur einmal ausgetragen, im Gegensatz dazu gab es den Riesenslalom- sowie den Halfpipewettbewerb bei allen vier Weltmeisterschaften. Das Wettkampfprogramm war bei den Frauen und bei den Herren identisch.
Da viele Athleten neben den ISF-Weltmeisterschaften auch bei den FIS-Weltmeisterschaften starteten, um Punkte für die FIS-Wertung zu erhalten, wurden einige Sportler bei beiden Ereignissen Weltmeister. Der Schweizerin Anita Schwaller gelang es beispielsweise, innerhalb von zwei Jahren, 1995 und 1997, sowohl FIS- als auch ISF-Weltmeisterin im Halfpipe-Wettkampf zu werden.

## Männer

### Slalom
| WM          | Gold              | Silber     | Bronze      |
| ----------- | ----------------- | ---------- | ----------- |
| 1993 Ischgl | Alexis Parmentier | Hans Rösch | Stefan Koch |

### Kombination
| WM            | Gold               | Silber     | Bronze              |
| ------------- | ------------------ | ---------- | ------------------- |
| 1993 Ischgl   | Kevin Delany       | Hans Rösch | Mario Debbeni       |
| 1995 Davos    | Bertrand Denervaud | Hans Rösch | Martin Freinademetz |
| 1997 Heavenly | Romain Retsin      | Hans Rösch | Joni Vastamäki      |

### Halfpipe
| WM               | Gold           | Silber        | Bronze           |
| ---------------- | -------------- | ------------- | ---------------- |
| 1993 Ischgl      | Terje Håkonsen | Mike Basich   | Brian Iguchi     |
| 1995 Davos       | Terje Håkonsen | Reto Lamm     | Sebu Kuhlberg    |
| 1997 Heavenly    | Terje Håkonsen | Todd Richards | Fabien Rohrer    |
| 1999 Val di Sole | Daniel Franck  | Stefan Gruber | Brett Carpentier |

### Riesenslalom
| WM               | Gold                | Silber              | Bronze           |
| ---------------- | ------------------- | ------------------- | ---------------- |
| 1993 Ischgl      | Cla Mosca           | Martin Freinademetz | Romain Retsin    |
| 1995 Davos       | Martin Freinademetz | Eric Rey            | Ueli Kestenholz  |
| 1997 Heavenly    | Fadri Mosca         | Dieter Krassnig     | Mathieu Bozzetto |
| 1999 Val di Sole | Jasey-Jay Anderson  | Siegfried Grabner   | André Grütter    |

### Parallelslalom
| WM               | Gold                | Silber          | Bronze            |
| ---------------- | ------------------- | --------------- | ----------------- |
| 1995 Davos       | Martin Freinademetz | Philippe Conté  | Alexis Parmentier |
| 1997 Heavenly    | Karl-Heinz Zangerl  | Dieter Krassnig | Fadri Mosca       |
| 1999 Val di Sole | Karl-Heinz Zangerl  | Ueli Kestenholz | Xavier De Le Rue  |

### Cross
| WM               | Gold         | Silber        | Bronze           |
| ---------------- | ------------ | ------------- | ---------------- |
| 1999 Val di Sole | Shaun Palmer | Tor Brusserud | Pontus Ståhlkloo |

## Frauen

### Slalom
| WM          | Gold           | Silber          | Bronze       |
| ----------- | -------------- | --------------- | ------------ |
| 1993 Ischgl | Ashild Lofthus | Martina Magenta | Petra Müssig |

### Kombination
| WM            | Gold            | Silber          | Bronze            |
| ------------- | --------------- | --------------- | ----------------- |
| 1993 Ischgl   | Michele Taggart | Petra Müssig    | Gaia Dabbeni      |
| 1995 Davos    | Sandra Farmand  | Michele Taggart | Marie Birkl       |
| 1997 Heavenly | Sandra Farmand  | Leslee Olson    | Malgorzata Rosiak |

### Halfpipe
| WM               | Gold              | Silber             | Bronze              |
| ---------------- | ----------------- | ------------------ | ------------------- |
| 1993 Ischgl      | Martina Tscharner | Tricia Byrnes      | Stine Brun Kjeldaas |
| 1995 Davos       | Anita Schwaller   | Natasza Zurek      | Stine Brun Kjeldaas |
| 1997 Heavenly    | Satu Järvelä      | Cara-Beth Burnside | Sabine Wehr         |
| 1999 Val di Sole | Nicole Angelrath  | Shannon Dunn       | Michele Taggart     |

### Riesenslalom
| WM               | Gold              | Silber          | Bronze         |
| ---------------- | ----------------- | --------------- | -------------- |
| 1993 Ischgl      | Ashild Lofthus    | Maria Pichler   | Tara Eberhard  |
| 1995 Davos       | Michele Taggart   | Martina Magenta | Betsy Shaw     |
| 1997 Heavenly    | Charlotte Bernard | Lisa Kosglow    | Rosey Fletcher |
| 1999 Val di Sole | Katharina Himmler | Lisa Kosglow    | Ursula Bruhin  |

### Parallelslalom
| WM               | Gold              | Silber        | Bronze            |
| ---------------- | ----------------- | ------------- | ----------------- |
| 1995 Davos       | Christine Rauter  | Betsy Shaw    | Martina Magenta   |
| 1997 Heavenly    | Sandra Farmand    | Brigitte Köck | Isabelle Blanc    |
| 1999 Val di Sole | Katharina Himmler | Ursula Bruhin | Charlotte Bernard |

### Cross
| WM               | Gold          | Silber           | Bronze        |
| ---------------- | ------------- | ---------------- | ------------- |
| 1999 Val di Sole | Maëlle Ricker | Catherine Plötzl | Brigitte Köck |

## Erfolgreichste Athleten
- Platz: Gibt die Reihenfolge der Athleten wieder. Diese wird durch die Anzahl der Goldmedaillen bestimmt. Bei gleicher Anzahl werden die Silbermedaillen verglichen und anschließend die errungenen Bronzemedaillen.
- Name: Nennt den Namen des Athleten (nur bei Einzelwertungen).
- Land: Nennt das Land, für das der Athlet startete beziehungsweise bei Staffeln die Nation.
- Von: Das Jahr, in dem der Athlet/die Staffel die erste Medaille gewonnen hat.
- Bis: Das Jahr, in dem der Athlet/die Staffel die letzte Medaille gewonnen hat.
- Gold: Nennt die Anzahl der gewonnenen Goldmedaillen.
- Silber: Nennt die Anzahl der gewonnenen Silbermedaillen.
- Bronze: Nennt die Anzahl der gewonnenen Bronzemedaillen.
- Gesamt: Nennt die Anzahl aller gewonnenen Medaillen.
- Es werden alle Goldmedaillengewinner im bei der Gesamtstatistik aufgelistet. In den einzelnen Disziplinen werden nur die drei besten Athleten aufgezählt.

### Top 10 gesamt
| Platz | Name                | Land               | Von  | Bis  | Gold | Silber | Bronze | Gesamt |
| ----- | ------------------- | ------------------ | ---- | ---- | ---- | ------ | ------ | ------ |
| 1.    | Terje Håkonsen      | Norwegen           | 1993 | 1997 | 3    | –      | –      | 3      |
| 1.    | Sandra Farmand      | Deutschland        | 1995 | 1997 | 3    | –      | –      | 3      |
| 3.    | Michele Taggart     | Vereinigte Staaten | 1993 | 1999 | 2    | 1      | 1      | 4      |
| 3.    | Martin Freinademetz | Österreich         | 1993 | 1995 | 2    | 1      | 1      | 4      |
| 5.    | Ashild Lofthus      | Norwegen           | 1993 | 1993 | 2    | –      | –      | 2      |
| 5.    | Karl-Heinz Zangerl  | Österreich         | 1997 | 1999 | 2    | –      | –      | 2      |
| 5.    | Katharina Himmler   | Deutschland        | 1999 | 1999 | 2    | –      | –      | 2      |
| 8.    | Alexis Parmentier   | Frankreich         | 1993 | 1995 | 1    | –      | 1      | 2      |
| 8.    | Romain Retsin       | Frankreich         | 1993 | 1997 | 1    | –      | 1      | 2      |
| 8.    | Fadri Mosca         | Schweiz            | 1997 | 1997 | 1    | –      | 1      | 2      |
| 8.    | Charlotte Bernard   | Frankreich         | 1997 | 1999 | 1    | –      | 1      | 2      |

### Männer

#### Gesamt
| Platz | Name                | Land               | Von  | Bis  | Gold | Silber | Bronze | Gesamt |
| ----- | ------------------- | ------------------ | ---- | ---- | ---- | ------ | ------ | ------ |
| 1.    | Terje Håkonsen      | Norwegen           | 1993 | 1997 | 3    | –      | –      | 3      |
| 2.    | Martin Freinademetz | Österreich         | 1993 | 1995 | 2    | 1      | 1      | 4      |
| 3.    | Karl-Heinz Zangerl  | Österreich         | 1997 | 1999 | 2    | –      | –      | 2      |
| 4.    | Alexis Parmentier   | Frankreich         | 1993 | 1995 | 1    | –      | 1      | 2      |
| 4.    | Romain Retsin       | Frankreich         | 1993 | 1997 | 1    | –      | 1      | 2      |
| 4.    | Fadri Mosca         | Schweiz            | 1997 | 1997 | 1    | –      | 1      | 2      |
| 7.    | Kevin Delany        | Vereinigte Staaten | 1993 | 1993 | 1    | –      | –      | 1      |
| 7.    | Bertrand Denervaud  | Schweiz            | 1995 | 1995 | 1    | –      | –      | 1      |
| 7.    | Daniel Franck       | Norwegen           | 1999 | 1999 | 1    | –      | –      | 1      |
| 7.    | Cla Mosca           | Schweiz            | 1993 | 1993 | 1    | –      | –      | 1      |
| 7.    | Jasey-Jay Anderson  | Kanada             | 1999 | 1999 | 1    | –      | –      | 1      |
| 7.    | Shaun Palmer        | Vereinigte Staaten | 1999 | 1999 | 1    | –      | –      | 1      |

#### Slalom
| Platz | Name              | Land        | Von  | Bis  | Gold | Silber | Bronze | Gesamt |
| ----- | ----------------- | ----------- | ---- | ---- | ---- | ------ | ------ | ------ |
| 1.    | Alexis Parmentier | Frankreich  | 1993 | 1993 | 1    | –      | –      | 1      |
| 2.    | Hans Rösch        | Deutschland | 1993 | 1993 | –    | 1      | –      | 1      |
| 3.    | Stefan Koch       | Schweiz     | 1993 | 1993 | –    | –      | 1      | 1      |

#### Kombination
| Platz | Name               | Land               | Von  | Bis  | Gold | Silber | Bronze | Gesamt |
| ----- | ------------------ | ------------------ | ---- | ---- | ---- | ------ | ------ | ------ |
| 1.    | Kevin Delany       | Vereinigte Staaten | 1993 | 1993 | 1    | –      | –      | 1      |
| 1.    | Bertrand Denervaud | Schweiz            | 1995 | 1995 | 1    | –      | –      | 1      |
| 1.    | Romain Retsin      | Frankreich         | 1997 | 1997 | 1    | –      | –      | 1      |

#### Halfpipe
| Platz | Name           | Land               | Von  | Bis  | Gold | Silber | Bronze | Gesamt |
| ----- | -------------- | ------------------ | ---- | ---- | ---- | ------ | ------ | ------ |
| 1.    | Terje Håkonsen | Norwegen           | 1993 | 1997 | 3    | –      | –      | 3      |
| 2.    | Daniel Franck  | Norwegen           | 1999 | 1999 | 1    | –      | –      | 1      |
| 3.    | Mike Basich    | Vereinigte Staaten | 1993 | 1993 | –    | 1      | –      | 1      |
| 3.    | Reto Lamm      | Schweiz            | 1995 | 1995 | –    | 1      | –      | 1      |
| 3.    | Todd Richards  | Vereinigte Staaten | 1997 | 1997 | –    | 1      | –      | 1      |
| 3.    | Stefan Gruber  | Österreich         | 1999 | 1999 | –    | 1      | –      | 1      |

#### Riesenslalom
| Platz | Name                | Land       | Von  | Bis  | Gold | Silber | Bronze | Gesamt |
| ----- | ------------------- | ---------- | ---- | ---- | ---- | ------ | ------ | ------ |
| 1.    | Martin Freinademetz | Österreich | 1993 | 1995 | 1    | 1      | –      | 2      |
| 2.    | Cla Mosca           | Schweiz    | 1993 | 1993 | 1    | –      | –      | 1      |
| 2.    | Fadri Mosca         | Schweiz    | 1997 | 1997 | 1    | –      | –      | 1      |
| 2.    | Jasey Jay Anderson  | Kanada     | 1999 | 1999 | 1    | –      | –      | 1      |

#### Parallelslalom
| Platz | Name                | Land       | Von  | Bis  | Gold | Silber | Bronze | Gesamt |
| ----- | ------------------- | ---------- | ---- | ---- | ---- | ------ | ------ | ------ |
| 1.    | Karl-Heinz Zangerl  | Österreich | 1997 | 1999 | 2    | –      | –      | 2      |
| 2.    | Martin Freinademetz | Österreich | 1995 | 1995 | 1    | –      | –      | 1      |
| 3.    | Philippe Conté      | Frankreich | 1995 | 1995 | –    | 1      | –      | 1      |
| 3.    | Dieter Krassnig     | Österreich | 1997 | 1997 | –    | 1      | –      | 1      |
| 3.    | Ueli Kestenholz     | Schweiz    | 1999 | 1999 | –    | 1      | –      | 1      |

#### Cross
| Platz | Name             | Land               | Von  | Bis  | Gold | Silber | Bronze | Gesamt |
| ----- | ---------------- | ------------------ | ---- | ---- | ---- | ------ | ------ | ------ |
| 1.    | Shaun Palmer     | Vereinigte Staaten | 1999 | 1999 | 1    | –      | –      | 1      |
| 2.    | Tor Brusserud    | Norwegen           | 1999 | 1999 | –    | 1      | –      | 1      |
| 3.    | Pontus Ståhlkloo | Schweden           | 1999 | 1999 | –    | –      | 1      | 1      |

### Frauen

#### Gesamt
| Platz | Name              | Land               | Von  | Bis  | Gold | Silber | Bronze | Gesamt |
| ----- | ----------------- | ------------------ | ---- | ---- | ---- | ------ | ------ | ------ |
| 1.    | Sandra Farmand    | Deutschland        | 1995 | 1997 | 3    | –      | –      | 3      |
| 2.    | Michele Taggart   | Vereinigte Staaten | 1993 | 1999 | 2    | 1      | 1      | 4      |
| 3.    | Ashild Lofthus    | Norwegen           | 1993 | 1993 | 2    | –      | –      | 2      |
| 3.    | Katharina Himmler | Deutschland        | 1999 | 1999 | 2    | –      | –      | 2      |
| 5.    | Charlotte Bernard | Frankreich         | 1997 | 1999 | 1    | –      | 1      | 2      |
| 6.    | Martina Tschamer  | Schweiz            | 1993 | 1993 | 1    | –      | –      | 1      |
| 6.    | Anita Schwaller   | Schweiz            | 1995 | 1995 | 1    | –      | –      | 1      |
| 6.    | Satu Jarvela      | Finnland           | 1997 | 1997 | 1    | –      | –      | 1      |
| 6.    | Nicole Angelrath  | Schweiz            | 1999 | 1999 | 1    | –      | –      | 1      |
| 6.    | Christine Rauter  | Österreich         | 1995 | 1995 | 1    | –      | –      | 1      |
| 6.    | Maëlle Ricker     | Kanada             | 1999 | 1999 | 1    | –      | –      | 1      |

#### Slalom
| Platz | Name            | Land        | Von  | Bis  | Gold | Silber | Bronze | Gesamt |
| ----- | --------------- | ----------- | ---- | ---- | ---- | ------ | ------ | ------ |
| 1.    | Ashild Lofthus  | Norwegen    | 1993 | 1993 | 1    | –      | –      | 1      |
| 2.    | Martina Magenta | Italien     | 1993 | 1993 | –    | 1      | –      | 1      |
| 3.    | Petra Müssi     | Deutschland | 1993 | 1993 | –    | –      | 1      | 1      |

#### Kombination
| Platz | Name            | Land               | Von  | Bis  | Gold | Silber | Bronze | Gesamt |
| ----- | --------------- | ------------------ | ---- | ---- | ---- | ------ | ------ | ------ |
| 1.    | Sandra Farmand  | Deutschland        | 1995 | 1997 | 2    | –      | –      | 2      |
| 2.    | Michele Taggart | Vereinigte Staaten | 1993 | 1995 | 1    | 1      | –      | 2      |
| 3.    | Petra Müssi     | Deutschland        | 1993 | 1993 | –    | 1      | –      | 1      |
| 3.    | Leslee Olson    | Kanada             | 1997 | 1997 | –    | 1      | –      | 1      |

#### Halfpipe
| Platz | Name              | Land     | Von  | Bis  | Gold | Silber | Bronze | Gesamt |
| ----- | ----------------- | -------- | ---- | ---- | ---- | ------ | ------ | ------ |
| 1.    | Martina Tscharner | Schweiz  | 1993 | 1993 | 1    | –      | –      | 1      |
| 1.    | Anita Schwaller   | Schweiz  | 1995 | 1995 | 1    | –      | –      | 1      |
| 1.    | Satu Jarvela      | Finnland | 1997 | 1997 | 1    | –      | –      | 1      |
| 1.    | Nicole Angelrath  | Schweiz  | 1999 | 1999 | 1    | –      | –      | 1      |

#### Riesenslalom
| Platz | Name              | Land               | Von  | Bis  | Gold | Silber | Bronze | Gesamt |
| ----- | ----------------- | ------------------ | ---- | ---- | ---- | ------ | ------ | ------ |
| 1.    | Ashild Lofthus    | Norwegen           | 1993 | 1993 | 1    | –      | –      | 1      |
| 1.    | Michele Taggart   | Vereinigte Staaten | 1995 | 1995 | 1    | –      | –      | 1      |
| 1.    | Charlotte Bernard | Frankreich         | 1997 | 1997 | 1    | –      | –      | 1      |
| 1.    | Katharina Himmler | Deutschland        | 1999 | 1999 | 1    | –      | –      | 1      |

#### Parallelslalom
| Platz | Name              | Land        | Von  | Bis  | Gold | Silber | Bronze | Gesamt |
| ----- | ----------------- | ----------- | ---- | ---- | ---- | ------ | ------ | ------ |
| 1.    | Christine Rauter  | Österreich  | 1995 | 1995 | 1    | –      | –      | 1      |
| 1.    | Sandra Farmand    | Deutschland | 1997 | 1997 | 1    | –      | –      | 1      |
| 1.    | Katharina Himmler | Deutschland | 1999 | 1999 | 1    | –      | –      | 1      |

#### Cross
| Platz | Name             | Land       | Von  | Bis  | Gold | Silber | Bronze | Gesamt |
| ----- | ---------------- | ---------- | ---- | ---- | ---- | ------ | ------ | ------ |
| 1.    | Maëlle Ricker    | Kanada     | 1999 | 1999 | 1    | –      | –      | 1      |
| 2.    | Catherine Plötzl | Österreich | 1999 | 1999 | –    | 1      | –      | 1      |
| 3.    | Brigitte Köck    | Österreich | 1999 | 1999 | –    | –      | 1      | 1      |

## Nationenwertung

### Gesamt
| Platz | Land               | Von  | Bis  | Gold | Silber | Bronze | Gesamt |
| ----- | ------------------ | ---- | ---- | ---- | ------ | ------ | ------ |
| 1.    | Schweiz            | 1993 | 1999 | 6    | 3      | 6      | 15     |
| 2.    | Norwegen           | 1993 | 1999 | 6    | 1      | 2      | 9      |
| 3.    | Österreich         | 1993 | 1999 | 5    | 8      | 2      | 15     |
| 4.    | Deutschland        | 1993 | 1999 | 5    | 5      | 2      | 12     |
| 5.    | Vereinigte Staaten | 1993 | 1999 | 4    | 9      | 5      | 18     |
| 6.    | Frankreich         | 1993 | 1999 | 3    | 2      | 7      | 12     |
| 7.    | Kanada             | 1995 | 1999 | 2    | 2      | –      | 4      |
| 8.    | Finnland           | 1995 | 1997 | 1    | –      | 2      | 3      |
| 9.    | Italien            | 1993 | 1995 | –    | 2      | 3      | 5      |
| 10.   | Schweden           | 1995 | 1999 | –    | –      | 2      | 2      |
| 10.   | Polen              | 1997 | 1997 | –    | –      | 1      | 1      |

### Männer
| Platz | Land               | Von  | Bis  | Gold | Silber | Bronze | Gesamt |
| ----- | ------------------ | ---- | ---- | ---- | ------ | ------ | ------ |
| 1.    | Österreich         | 1993 | 1999 | 4    | 5      | 1      | 10     |
| 2.    | Norwegen           | 1993 | 1999 | 4    | 1      | –      | 5      |
| 3.    | Schweiz            | 1993 | 1999 | 3    | 2      | 5      | 10     |
| 4.    | Frankreich         | 1993 | 1999 | 2    | 2      | 5      | 9      |
| 5.    | Vereinigte Staaten | 1993 | 1999 | 2    | 2      | 1      | 5      |
| 6.    | Kanada             | 1999 | 1999 | 1    | –      | –      | 1      |
| 7.    | Deutschland        | 1993 | 1997 | –    | 4      | –      | 4      |
| 8.    | Finnland           | 1995 | 1997 | –    | –      | 2      | 2      |
| 9.    | Italien            | 1993 | 1993 | –    | –      | 1      | 1      |
| 9.    | Schweden           | 1999 | 1999 | –    | –      | 1      | 1      |

### Frauen
| Platz | Land               | Von  | Bis  | Gold | Silber | Bronze | Gesamt |
| ----- | ------------------ | ---- | ---- | ---- | ------ | ------ | ------ |
| 1.    | Deutschland        | 1993 | 1999 | 5    | 1      | 2      | 8      |
| 2.    | Schweiz            | 1993 | 1999 | 3    | 1      | 1      | 5      |
| 3.    | Vereinigte Staaten | 1993 | 1999 | 2    | 7      | 4      | 13     |
| 4.    | Norwegen           | 1993 | 1995 | 2    | –      | 2      | 4      |
| 5.    | Österreich         | 1993 | 1999 | 1    | 3      | 1      | 5      |
| 6.    | Kanada             | 1995 | 1999 | 1    | 2      | –      | 3      |
| 7.    | Frankreich         | 1997 | 1999 | 1    | –      | 2      | 3      |
| 8.    | Finnland           | 1997 | 1997 | 1    | –      | –      | 1      |
| 9.    | Italien            | 1993 | 1995 | –    | 2      | 2      | 4      |
| 10.   | Schweden           | 1995 | 1995 | –    | –      | 1      | 1      |
| 10.   | Polen              | 1997 | 1997 | –    | –      | 1      | 1      |